# Melbecks
Melbecks est une paroisse civile du Yorkshire du Nord, en Angleterre.